# Jaish al-Rashideen
Jaish al-Rashideen ou Exército al-Rashideen ("Exército dos Guias") é um grupo armado sunita iraquiano durante a Guerra do Iraque que resistia à ocupação estadunidense do Iraque, participando de muitos ataques de guerrilha contra as forças da Coalizão. O grupo operou no Iraque desde meados de 2003. Desde então, realizou vários ataques contra as forças da coalizão, usando artefatos explosivos improvisados e disparando foguetes e morteiros.
Os objetivos do grupo eram acabar com a presença das tropas estadunidenses e com a saída de todas as demais forças da coalizão no país.
Estabelecido no primeiro dia da ocupação, e iniciando a coleta de armas dos antigos acampamentos militares do exército iraquiano nos subúrbios de Bagdá, o grupo anunciou sua existência no mesmo dia em que seus combatentes realizaram um ataque contra uma patrulha de ocupação dos Estados Unidos após nove dias da ocupação de Bagdá. Os batalhões do Exército Al-Rashideen estavam localizados em diferentes partes do Iraque, incluindo as províncias do Norte e do Sul.